# Vanda Kochansky-Devidé
Vanda Kochansky-Devidé, hrvaška paleontologinja in akademikinja, * 10. april 1915, Zagreb, † 26. februar 1990.
Kochansky-Devidé je delovala kot redna profesorica na Naravoslovno-matematični fakulteti v Zagrebu in bila redna članica JAZU (zdaj HAZU) ter dopisna članica Slovenske akademije znanosti in umetnosti (od 20. marca 1975).